# Fehmarnsundbrücke

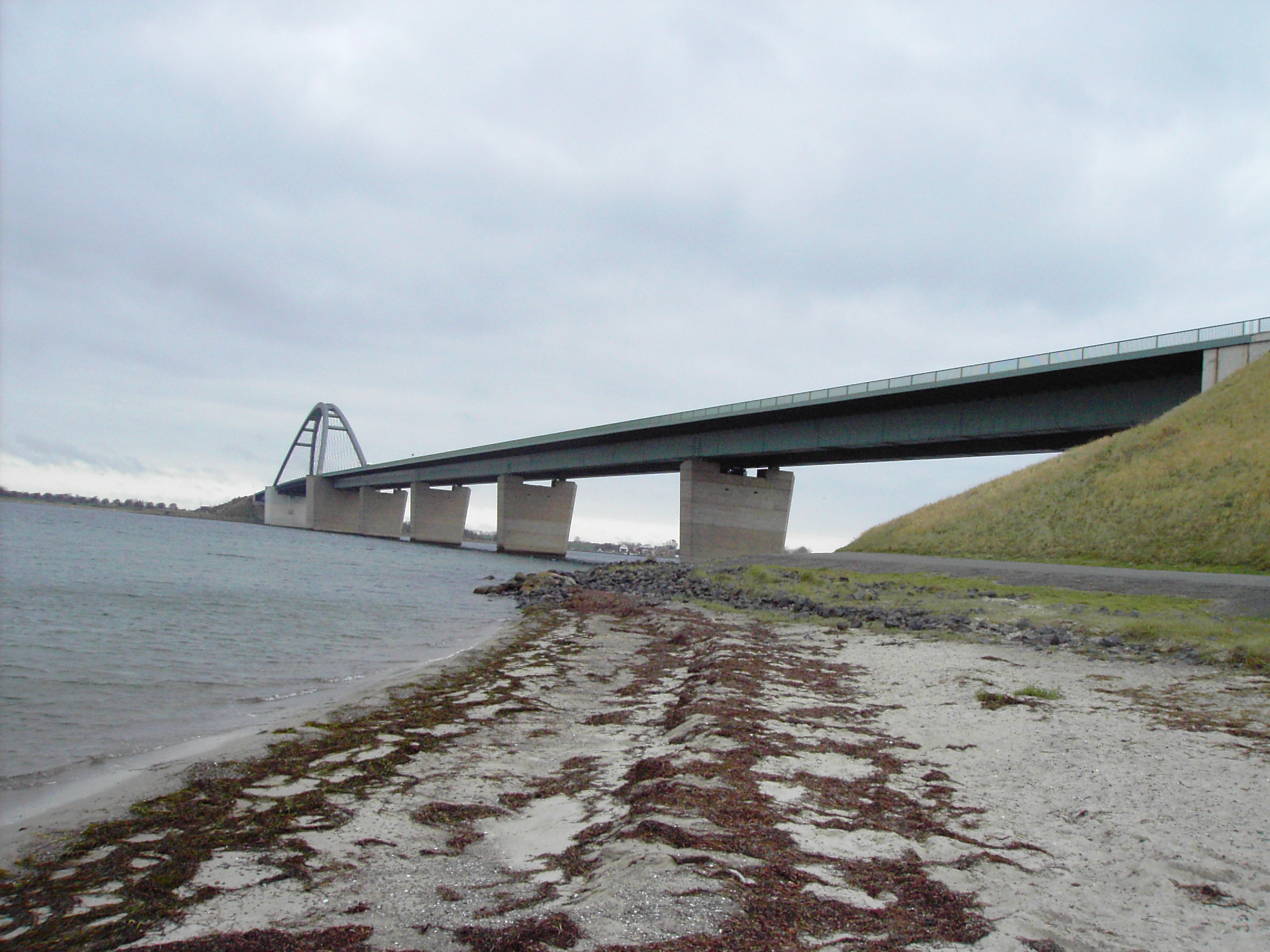
Fehmarnsundbrücke gezien vanaf land

De Fehmarnsundbrücke verbindt het eiland Fehmarn in de Oostzee met het vasteland bij Großenbrode als onderdeel van de spoorlijn Lübeck - Puttgarden.
De 963 meter lange gecombineerde weg- en spoorwegbrug overspant de 1300 meter brede Fehmarnsund. Het biedt de scheepvaart een doorgang van 240 meter breed en een doorvaarthoogte van 23 meter. De brug heeft een staalconstructie die 21 meter breed is, waarvan zes meter worden gebruikt door de Deutsche Bahn. De circa 268,5 meter lange boog heeft een spanwijdte van 248 meter, en heeft met 45 meter boven het wegdek en spoorlijn haar hoogste punt.
De brug werd door de ingenieurs G. Fischer, T. Jahnke en P. Stein van Gutehoffnungshütte Sterkrade AG, Oberhausen-Sterkrade ontworpen, waarbij men bij het architectonische werk hulp kreeg van architect Gerd Lohmer. De bouw begon op 4 januari 1960 en de brug werd op 30 april 1963 officieel in gebruik genomen. Op hetzelfde moment werd de vaarroute van Großenbrode Kai naar Gedser door de vaarroute Puttgarden-Rødbyhavn (Denemarken) vervangen.
Door de bouw van de Fehmarnsundbrücke en de gelijktijdig gebouwde veerhaven Puttgarden op Fehmarn werden de reistijden op de zogenaamde Vogelfluglinie van Hamburg naar Kopenhagen aanzienlijk verkort.
Sinds 1999 is de Fehmarnsundbrücke op advies van het Landesamtes für Denkmalschutz in Kiel een beschermd monument, en is de brug verworden tot een herkenningspunt van Fehmarn en de deelstaat Sleeswijk-Holstein.
Aan de landzijde van de toeloop naar de Fehmarnsundbrücke bevonden zich in de tijd van de Koude Oorlog als voorbereiding van een versperring zes springschachten in de weg. Deze zijn verwijderd na het beëindigen van de Koude Oorlog en thans alleen nog te herkennen aan de bijgewerkte asfaltvlekken op de rijbaan. In Heinrichsruh staat, ongeveer een kilometer verwijderd van de brug het bijhorende springhuis, van waaruit de brug eventueel tot ontploffing gebracht zou moeten worden bij een dreigende aanval vanuit het voormalige Warschaupact.

## Galerij

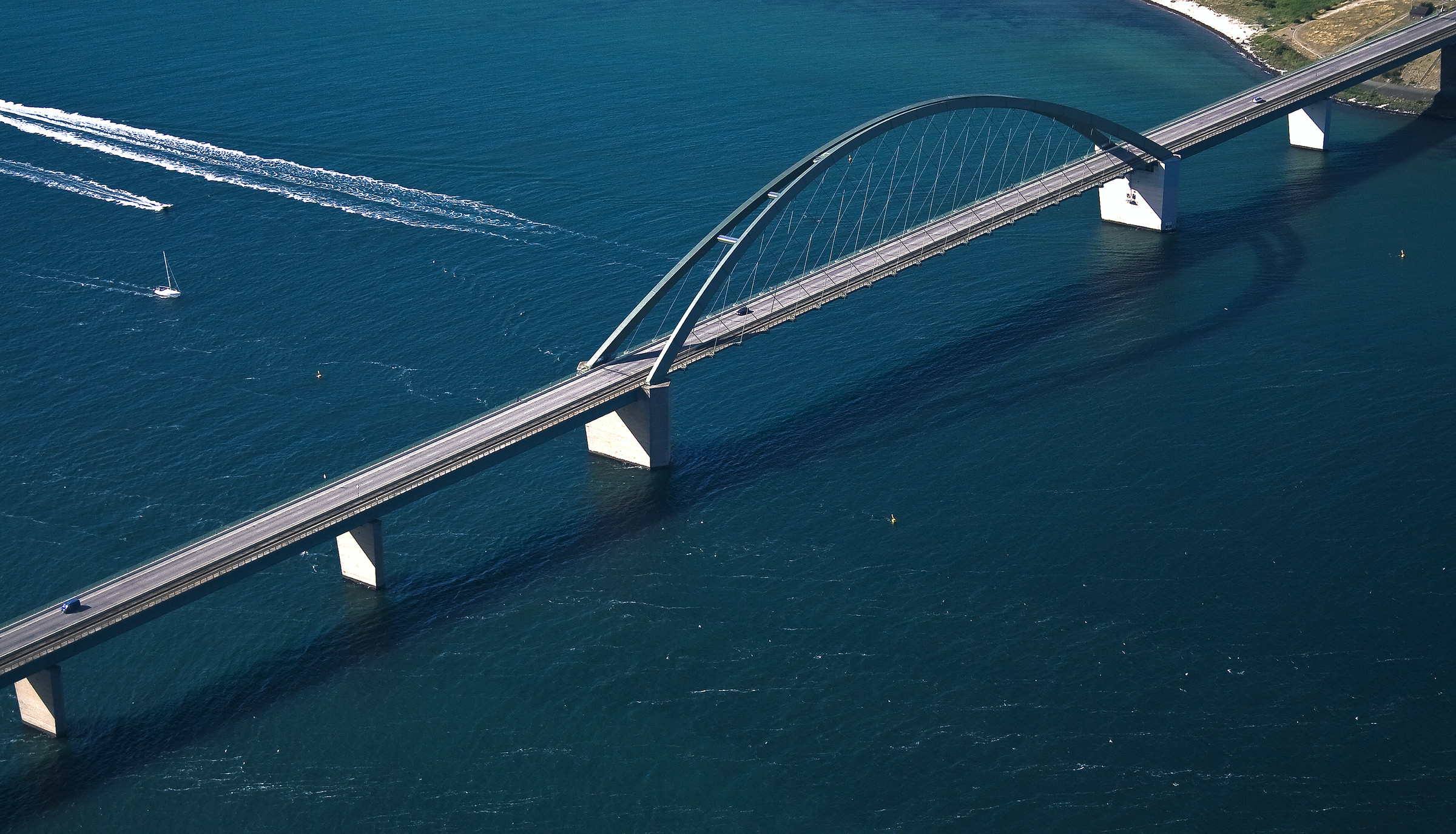
Panoramafoto van de brug
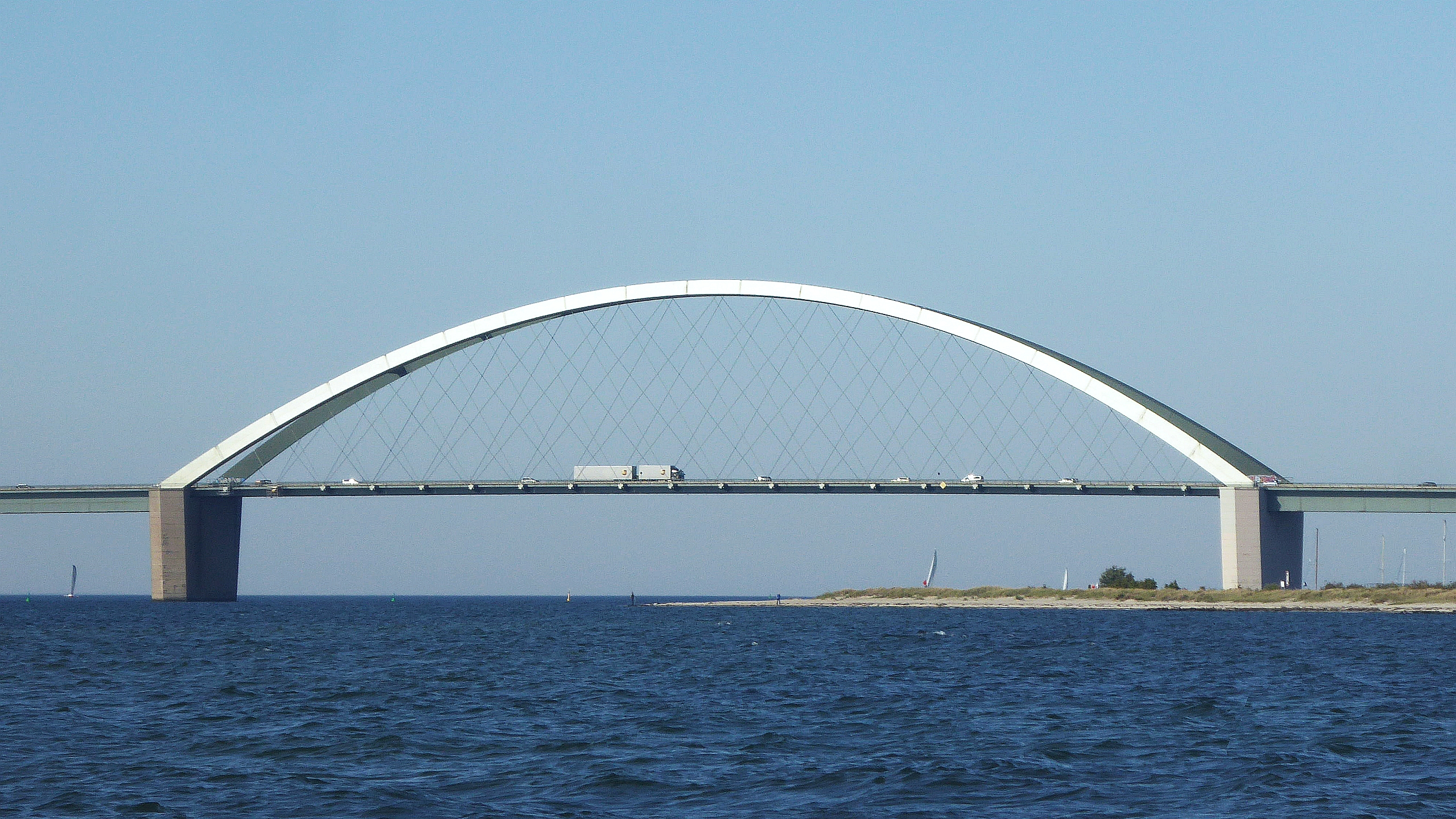
Fehmarnsundbrug (1963) vanuit het oosten (beschermd monument)
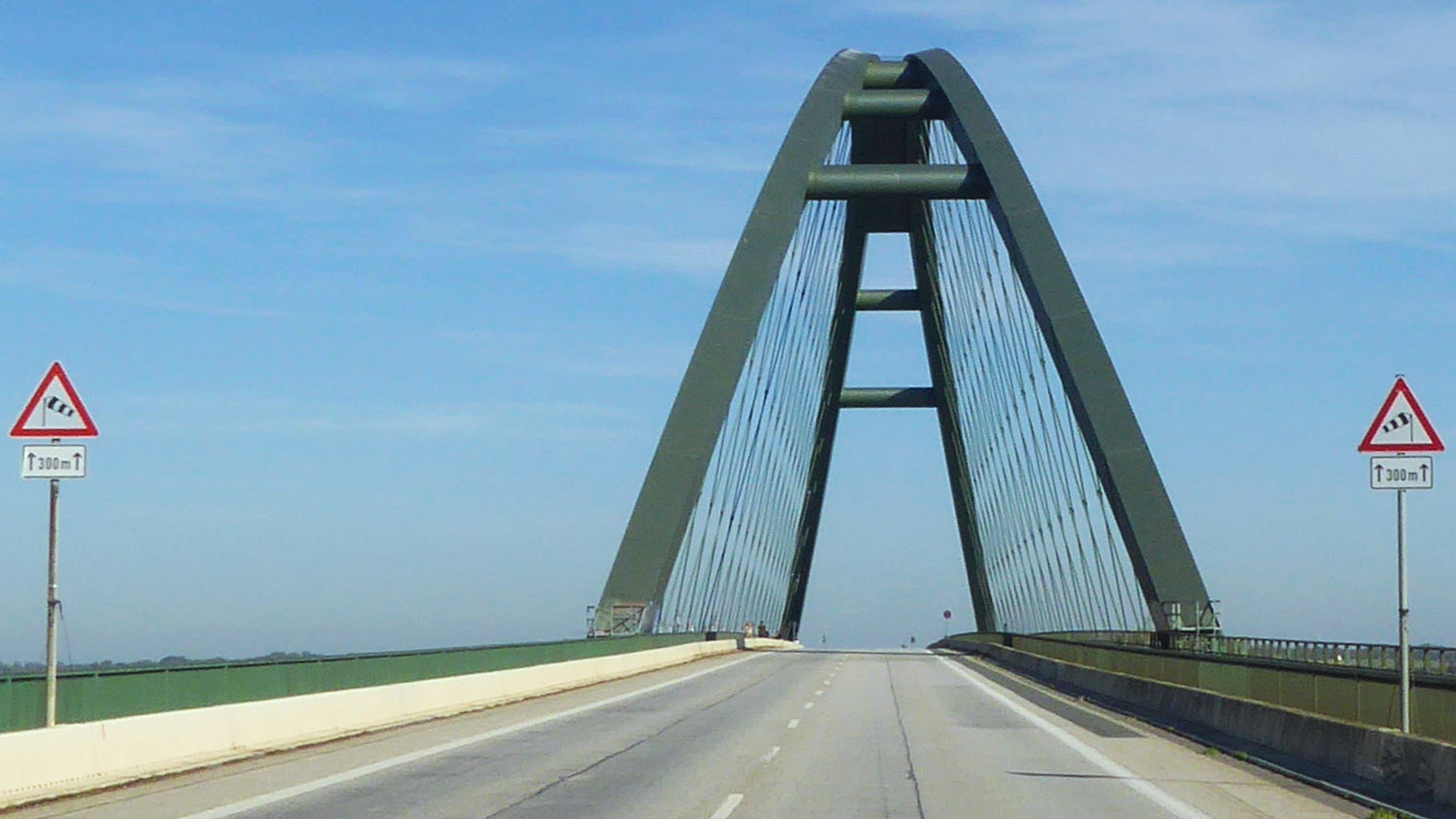
Fehmarnsundbrug bij de lengteas. In gebruik als verkeersbrug, spoorbrug en met voetpad
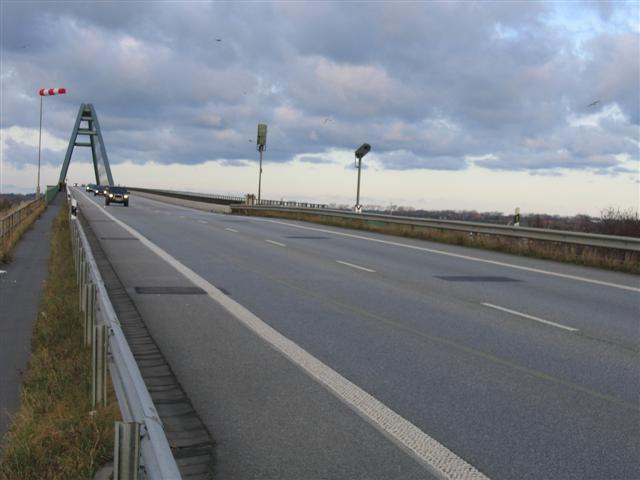
Afgedekte voormalige springschachten uit de Koude Oorlog